# Bodião-de-barbatana-multicolorida
O bodião-de-barbatana-multicolorida (Parajulis poecilepterus), é a única espécie conhecida do gênero Parajulis, da família Labridae. Também conhecido como kyuusen (em japonês: キュウセン), é um bodião de clima subtropical que habita águas costeiras do noroeste do Oceano Pacífico.

## Taxonomia
Descrito em 1845 por Coenraad Jacob Temminck e Hermann Schlegel, foi originalmente colocado no gênero Julis, mas anos mais tarde foi reecatalogado e colocado em um novo gênero, Parajulis. A etimologia de Parajulis vêm de duas palavras gregas, para = de dentro, e ioulis, um peixe de dois gêneros, Coris ou Thalassoma, ambus da família Labridae. Sua localidade tipo foi dada como a Baía de Sinabara, Japão.

## Aparência
Um pequeno peixe que pode chegar a medir 34 cm. Possuem um corpo comprido, com barbatanas raiadas de cores variadas, dês do roxo-acinzentado a um verde-azulado. Os machos possuem a coloração de seus corpos verde, com uma mancha azul e preta. Já as fêmeas possuem uma coloração amarronzada clara ou escura com uma linha horizontal preta, com pequenas pintas. Os jovens possuem a mesma coloração das fêmeas.

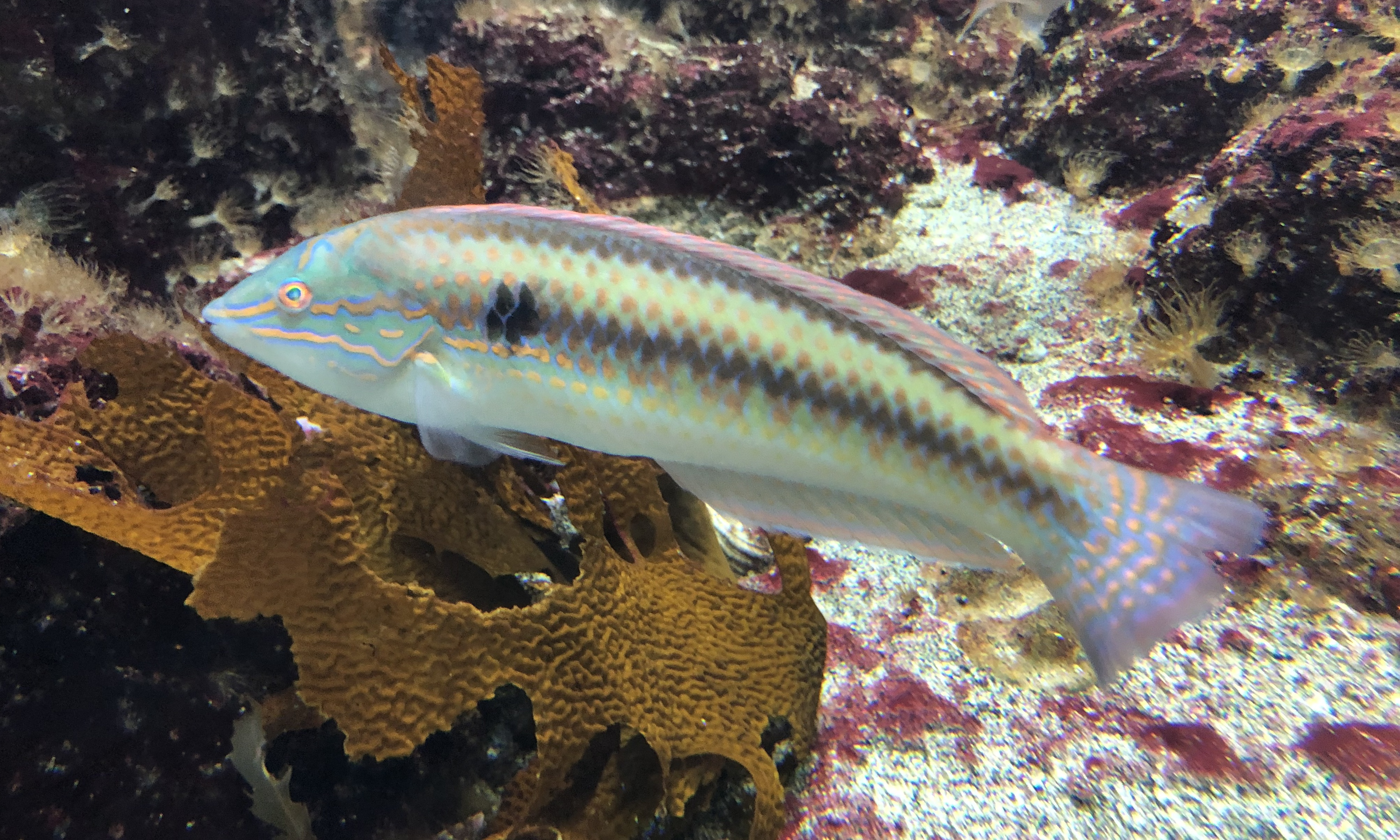
Macho próximo de um ramo de kelp.

## Biologia
Vivem em águas costeiras com recifes rochosos, os jovens podem ser vistos em poças de maré, na maré baixa. Assim como os outros bodiões, possuem um muco em seu corpo que os deixam com um sabor ruim para predadores, como o peixe-corneta (Fistularia sp.) que preda os jovens.

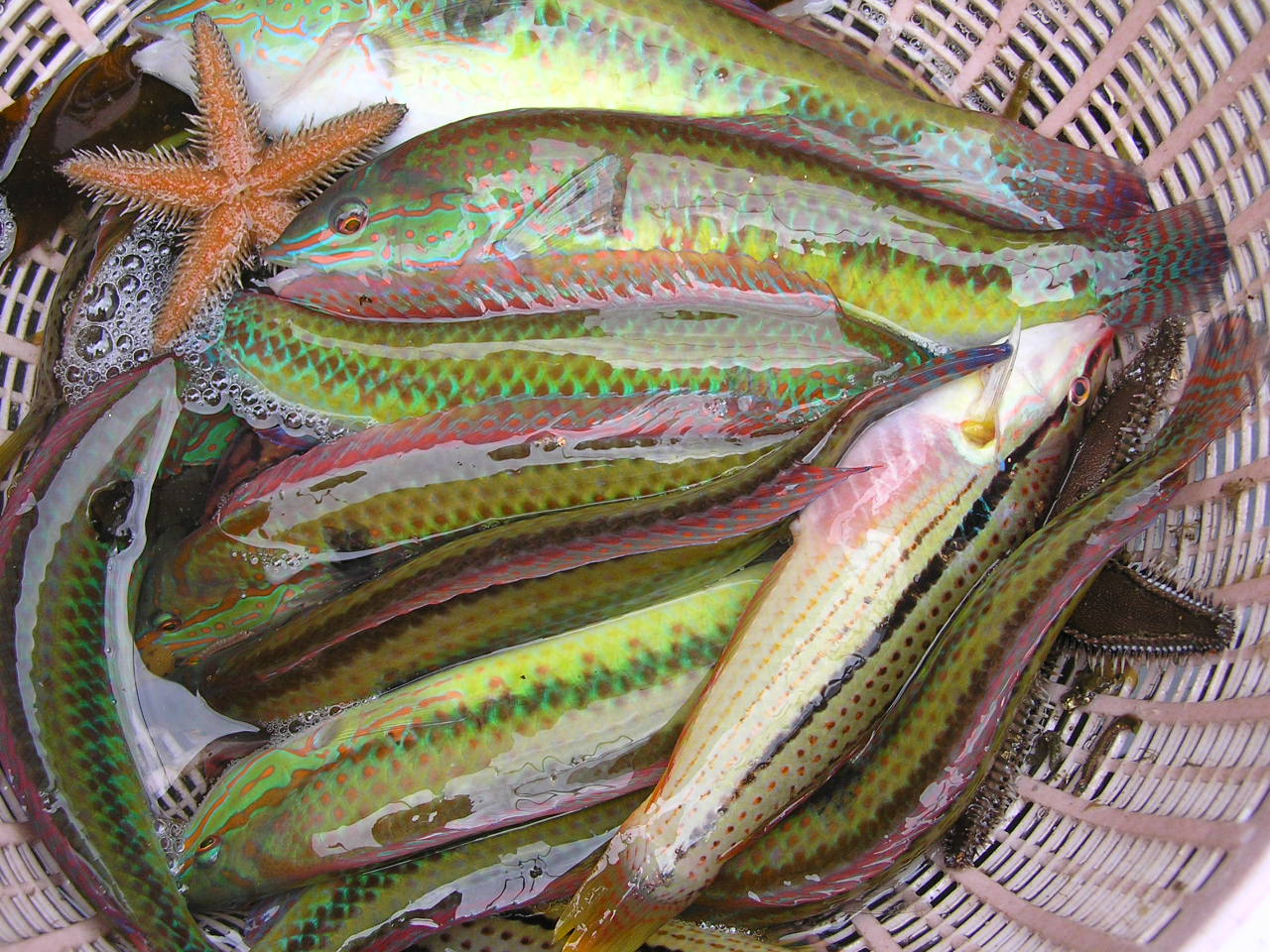
Exemplares em uma cesta de um pescador.

## Distribuição
São nativos do noroeste do Oceano Pacífico, dês da Coreia ao sul do Japão até Taiwan e Hong Kong.

## Usos humanos
São peixes importantes para a culinária japonesa, tendo vários criadouros em várias partes do Japão. São também usados para o comercio de aquários.